# アンジュ・ド・ボーテ ホールディングス
株式会社アンジュ・ド・ボーテ ホールディングス (Ange de Beaute Holdings Co., Ltd.) は、「安寿」をはじめとするテレビ番組の制作・技術の関連会社を統括する持株会社である。

## 概要
元は株式会社アンジュ・ド・ボーテの制作部門『安寿』、技術部門『Can』、ポスプロ部門『e-naスタジオ』などの各部署で事業が行われていたが、2008年4月からは、グループ化として機能を統合・再編することとなり設立された。制作部門の株式会社安寿は、平成23年10月に事業閉鎖された。

## 事業グループ
- e-naスタジオ

## 主なグループ会社
- 株式会社Can